# Semysmauchenius
Semysmauchenius antillanca es una especie de araña araneomorfa de la familia Mecysmaucheniidae. Es el único miembro del género monotípico Semysmauchenius. Es originaria de Chile donde se encuentra en Bellavista en la Provincia de Cautín y la Provincia de Osorno.